# 南非童軍
南非童軍（英語：Scouts South Africa）為南非的童軍組織，世界童軍運動組織成員。1907年羅伯特·貝登堡於英國創立童軍活動，隨即在南非各地快速擴散，1908年在南非就出現了第1個童軍團。南非在世界童軍活動中，貢獻了許多童軍活動的傳統與符號。
南非童軍的服務範圍是7至30歲的青少年，並分拆成幼童軍、童軍與羅浮童軍三個階段，每個階段對應不同的年齡族群，並專注於個人在各種領域的發展計畫。此組織也是南非農村地區中最大的青少年組織，並在這些地區執行許多社區提升計畫。
南非童軍的最高獎項為「跳羚獎」（Springbok award），要得到此獎項，必須在18歲以前完成所有要求。

## 歷史

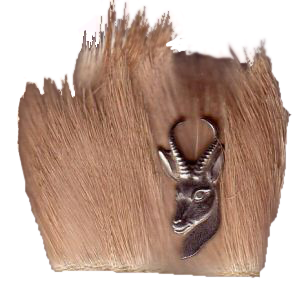
世界童軍大露營中南非童軍的跳羚皮與領巾圈。

1907年童軍活動於英國發起後短短幾個月，就擴散至南非地區。1908年，開普敦、納塔爾與約翰尼斯堡開始成立了童軍團，接下來幾年之間則成立了第一個官方註冊的童軍團。
童軍活動在南非迅速發展，而在1912年，羅伯特·貝登堡拜訪了南非的童軍成員。在這樣的快速發展態勢下，勢必需要一個地方的協調機構。1912至1916年，南非於各省成立了省級童軍會。這些童軍會互不隸屬，而是直接向倫敦的帝國童軍總部匯報。
1922年，南非首度成立了聯合童軍會（Union Scout Council），在諮詢基礎上提供常規的國家層級管治。6年後的1928年，聯合童軍會通過了一項憲章，使其能夠行使帝國童軍總部（Imperial Scout Headquarters）的職能。
如同羅德西亞等大多數英國殖民地，初期的南非童軍活動會依據種族進行隔離。這種措施無法阻止黑人童軍團的成立；在1920年代，這類黑人童軍被稱呼為「山羚」（Klipspringers，一種小型羚羊） 。1929年，開拓者童軍會（Pathfinder Council）於南非成立。
1930年，帝國童軍總部授權南非童軍運動完整的獨立地位。1936年貝登堡造訪期間，於布隆泉敲定南非童軍的另一份憲章，並依此展開工作。1937年期間，南非童軍總會（Boy Scouts Association of South Africa）成為國際童軍會議（現今的世界童軍會議）成員，1937年12月1日於國際童軍局（如今的世界童軍局）登記註冊。南非成為第一個達成童軍運動獨立運作的大英國協成員國。